# Viktor Schauberger
Viktor Schauberger (30 de junio de 1885, Holzschlag, Austria, † 25 de septiembre de 1958, Linz, Austria) fue un silvicultor, naturalista, paracientífico e inventor austriaco. 
Schauberger estudió los fenómenos de los vórtices fluídicos.
«La naturaleza no se crea a través de las leyes rígidas, sino por procesos recíprocos rítmicos. La naturaleza no utiliza ninguna de las precondiciones de los químicos o de los físicos para los fines de la evolución. En principio la naturaleza excluye todo lo que es fuego, con el propósito del crecimiento; por lo tanto, todas las máquinas contemporáneas no son naturales y están construidas de acuerdo con premisas falsas. La naturaleza se aprovecha de sí misma a través de la forma biodinámica del movimiento, a través de la cual se proporciona el prerrequisito biológico para el surgimiento de la vida. Su propósito es ur-procrear [volver a crear la esencia primaria de] condiciones ‘mayores’ o mejores de la materia, desde la materia prima originalmente inferior, que proporciona a la generación más antigua o a la numéricamente mayor, la posibilidad de una constante capacidad de evolucionar, porque sin ningún crecimiento y el aumento de reservas de energía, no habría evolución o desarrollo.
Esto resulta en primer lugar, sobre todo en el colapso de la llamada “Ley de la Conservación de la Energía”, y aún más en la siguiente consecuencia, que es de la “Ley de la Gravedad”, y el resto de la dogmática pierde su base racional y práctica.
~ Viktor Schauberger (sobre la «Implosión» no. 81 reimpreso en la revista Nexus abril-mayo de 1996).

## Biografía

### Primeros años
Viktor Schauberger nació en una familia de silvicultores austriacos que se dedicaban a ello desde varias generaciones atrás. Los riachuelos y el flujo del agua lo fascinaban desde su juventud. Schauberger desarrolló una teoría básica que contiene un principio doble del movimiento para tales fenómenos. 
En 1926, investigaba en una instalación de transporte de troncos flotantes en Neuberg an der Mürz en Estiria. En 1929, Schauberger presentó sus primeras aplicaciones para patentes en los campos de ingeniería hidráulica y construcción de turbinas. Dirigió investigaciones sobre cómo generar artificialmente movimiento centrípeto en diferentes tipos de máquinas y propuso medios de utilizar la energía hidroeléctrica para turbinas de aviones.

### Segunda Guerra Mundial
En la Segunda Guerra Mundial, Schauberger fue obligado a trabajar en el campo de concentración de Mauthausen para desarrollar los conceptos sobre dinámica de vórtices. En 1941 fue confinado en un hospital mental en Mauer-Öhling. 
Las SS observaban continuamente sus actividades. En Augsburg, Schauberger trabajó en la Messerschmitt en sistemas de enfriamiento de motores. Mantuvo correspondencia con el diseñador Heinkel sobre máquinas voladoras. 
En 1944, Schauberger desarrolló un supuesto motor de repulsión en la Escuela Técnica de Ingeniería de Rosenhügel (Viena). Construyó varios prototipos de trabajo, entre ellos el disco volante de despegue vertical propulsado por antigravedad pero nunca pudo patentarlo. Cuando acabó la guerra, fue investigado por agentes de inteligencia de los Estados Unidos para conocer sobre sus actividades durante la guerra, pero al no formar parte de la operación Paperclip es de presumir que sus inventos no fueron de mucho interés para los Estados Unidos. 
Después de la guerra, Schauberger trabajó en un concepto de generación de energía basada en el agua con la acción de vórtices, en ciclo cerrado.

### Últimos años
En 1958, Schauberger y su hijo Walter viajaron a Estados Unidos para negociar con una compañía estadounidense que quería hacerse con sus patentes. Viktor Schauberger murió en Linz, Austria, el 25 de septiembre, cinco días después de su vuelta de Estados Unidos.

## Patentes
Todas las patentes son austríacas.
- 066644 -- "Arado"
  - El arado de la tierra se puede realizar con arados recubiertos de cobre en vez de usar los arados hechos de hierro o acero; esto reduce la fricción entre la tierra y la correspondiente porción del arado, y el lento desgaste.

- 113487 -- "Construcción para crear aguas bravas y regulación del flujo" 
  - La construcción para crear aguas bravas y regulación de flujo dependiendo de la velocidad del agua embalsada; no destrucción del curso del agua a través de las construcciones de contención; centrado del curso del agua en el medio de la corriente.

- 122144 -- "Canal artificial para el transporte de troncos" 
  - Conductos, canales y esclusas de agua para el transporte de árboles talados o troncos.

- 134543 -- "Conducción de agua en tubos y canales" 
  - Concentra el flujo del agua en los conductos, canales y tubos; incrementa la cantidad de flujo que circula a través de las conducciones.

- 136214 -- "Instalación y corrección del flujo en los canales de drenaje" 
  - Instalación y operación de la conducción y regulación de canales de agua por medio de presas.

- 138296 -- "Conducción de agua" 
  - Mejora de los tubos y canales mostrados en "Conducción de agua en tubos y canales"; el agua que fluye por el conducto es llevada al centro del mismo para forzarla a realizar un movimiento circular.

- 142032 -- "Construcción para fabricar agua del grifo" 
  - Fabricación de agua mineral a través de dispositivos; evita condiciones antihigiénicas en las tuberías; tratamiento de agua.

- 196680 -- "Tuberías para flujos y medios gaseosos"
  - Tuberías para flujos y medios gaseosos para prevenir la formación de incrustaciones; previene pérdidas de la rapidez del flujo; tubos helicoidales.

## Otras lecturas
- Olof Alexandersson: Agua Viva (Ediciones EcoHabitar. 2009) ISBN 978-84-612-5181-0
- Olof Alexandersson: Living Water (1982) ISBN 0-85500-112-7
- Olof Alexandersson: Living Water (1990) ISBN 093655157X
- Olof Alexandersson: Living Water (2002) ISBN 0-7171-3390-7
- Alick Bartholomew : Hidden Nature (2003) ISBN 0-86315-432-8
- Viktor Schauberger, Callum Coats: The Schauberger Companion (1994) ISBN 1-85860-011-1
- Viktor Schauberger, Callum Coats: Eco-Technology (1994) ISBN 1-85860-011-1
- Callum Coats: Living Energies (1995) ISBN 0-7171-3307-9 {la edición inglesa tiene más erratas.}
- Viktor Schauberger, Callum Coats: The Water Wizard (Eco-Technology) (1997) ISBN 1-85860-048-0
- Viktor Schauberger, Callum Coats: Nature As Teacher (Eco-Technology) (1998) ISBN 1-85860-056-1
- Viktor Schauberger, Callum Coats: The Fertile Earth (Eco-Technology)(2000) ISBN 1-85860-060-X
- Viktor Schauberger, Callum Coats: Energy Evolution (Eco-Technology) (2001) ISBN 1-85860-061-8
- Viktor Schauberger, Callum Coats: Living Energies: Exposition of Concepts (2002) ISBN 0-7171-3307-9